# USS LST-491
O USS LST-491 foi um navio de guerra norte-americano da classe LST que operou durante a Segunda Guerra Mundial.